# Limnophila casta
Limnophila casta är en tvåvingeart. Limnophila casta ingår i släktet Limnophila och familjen småharkrankar.

## Underarter
Arten delas in i följande underarter:
- L. c. profuga
- L. c. casta